# Will Smith

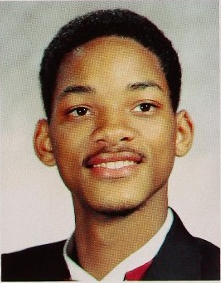
Smith (1986)

Will Smith, właśc. Willard Christopher Smith Jr. (ur. 25 września 1968 w Filadelfii) – amerykański aktor, producent filmowy i raper. Laureat Nagrody Akademii Filmowej, Nagrody Brytyjskiej Akademii Filmowej, Złotego Globu i kilku statuetek Grammy, ale także dwóch Złotych Malin.
Pod koniec lat 80. XX wieku uzyskał umiarkowany rozgłos jako raper, działając pod pseudonimem The Fresh Prince. W 1990 zaczął występować w serialu telewizyjnym Bajer z Bel-Air, dzięki czemu jego popularność gwałtownie wzrosła. W połowie lat 90. porzucił telewizję na rzecz kina, występując w wielu filmowych blockbusterach. Był pierwszym aktorem, którego osiem kolejnych obrazów zarobiło ponad 100 mln dol. i zadebiutowało na szczycie box office’u w Stanach Zjednoczonych.

## Młodość
Urodził się 25 września 1968 jako jedno z czwórki dzieci Willarda Carrolla Smitha i jego żony Carolyn Elaine z domu Bright. Ma młodsze rodzeństwo bliźniacze, brata Harry’ego i siostrę Ellen (ur. 1971) oraz dwie starsze siostry przyrodnie (obie o imieniu Pam) z poprzednich małżeństw rodziców. Jego ojciec był inżynierem i miał firmę ACRAC (ang. Air Conditioning, Refrigeration, Air Compressors) zajmującą się sprzedażą i naprawą urządzeń chłodniczych oraz handlem lodem spożywczym, a matka prowadziła biuro w firmie męża i była notariuszką w miejskim kuratorium oświaty. Wychowywał się w domu, w którym ojciec bił matkę i dzieci. Gdy miał 13 lat, jego rodzice zdecydowali się na separację, jednak rozwiedli się dopiero w 1997. Z kolejnego związku ojca ma przyrodnią siostrę, Ashley.
Dorastał w Wynnefield w zachodniej Filadelfii. Był dzieckiem o bogatej wyobraźni, a przez swój oryginalny styl bycia i ubierania się pozostawał ofiarą prześladowań wśród rówieśników. Za namową babci już jako dziecko występował podczas licznych uroczystości kościelnych, poza tym uczył się gry na fortepianie i instrumentach perkusyjnych. Choć wychował się w rodzinie baptystów, uczęszczał do katolickiej szkoły pw. Naszej Pani z Lourdes, gdzie odczuwał dyskryminację na tle rasistowskim i wyznaniowym. W połowie ósmej klasy przerwał naukę w tej szkole, a edukację kontynuował w liceum Overbrook. Wbrew powszechnej opinii, nie odrzucił propozycji stypendium na Massachusetts Institute of Technology (MIT); nigdy bowiem nie ubiegał się o przyjęcie do szkoły wyższej, mimo że włączony został do programu dla przyszłych studentów MIT. Smith wytłumaczył tę sytuację w jednym z wywiadów mówiąc: Moja mama (...) miała przyjaciela, będącego kierownikiem przyjęć w MIT. Osiągnąłem całkiem wysokie wyniki SAT, a oni potrzebowali czarnych dzieci, więc prawdopodobnie zostałbym przyjęty, ale ja nie zamierzałem iść do college’u. Jako nastolatek pracował w firmie ojca, zajmując się pakowaniem kostek lodu do worków.

## Kariera muzyczna i filmowa

### Początki kariery (1985–1995)

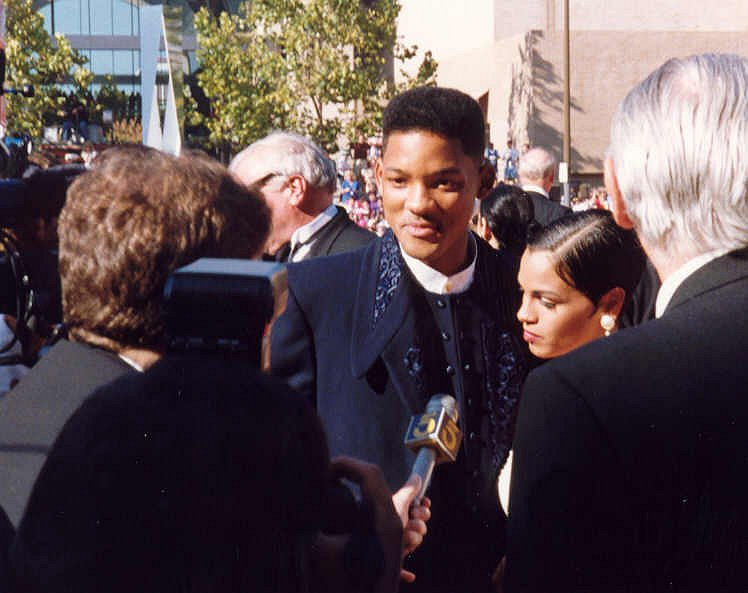
Smith na ceremonii rozdania nagród Emmy (1993)

Pierwsze rymy hip-hopowe napisał w wieku 12 lat. Jego główną inspiracją muzyczną był Grandmaster Caz. W okresie licealnym brał udział w wielu hip-hopowych bitwach freestyle’owych. Następnie dołączył, posługując się pseudonimem „Fresh Prince”, do grupy Hypnotic MCs, którą tworzyli z nim: DJ Groove, Jamie Fresh, Sheihkie-D i Mark „Lord Supreme” Forrest.
Profesjonalną działalność muzyczną rozpoczął jako MC w formacji hip-hopowej DJ Jazzy Jeff & The Fresh Prince, którą utworzył z Jeffreyem „DJ Jazzy Jeffem” Townesem – turntablistą i producentem. Początkowo występowali m.in. na imprezach osiedlowych i piknikach charytatywnych, a w 1986 zagrali swój pierwszy koncert na dużej scenie (na Wynne Ballroom w Wynnefield). Po wygranej Townesa na turnieju Battle for World Supremacy zaczęli regularnie występować w klubach nocnych w Filadelfii, zagrali także koncerty w Delaware i Atlantic City. Z czasem dołączył do nich beatboxer Clarence „Ready Rock C” Holmes. W marcu 1986 wydali pod szyldem nowo powstałej wytwórni Word-Up Records Dany Goodmana swój debiutancki singiel z humorystycznymi piosenkami „Just One of Those Days” i „Girls Ain’t Nothing but Trouble”; drugi z utworów stał się radiowym przebojem. Latem nagrali debiutancki album pt. Rock the House, zagrali kilka koncertów z LL Cool J-em i Whodinim oraz wyruszyli w pierwszą ogólnokrajową trasę koncertową, na której supportowali grupy Public Enemy i 2 Live Crew; trasę zakończyli późnym latem 1988 po zagraniu niemal 200 koncertów. W międzyczasie podpisali kontrakt z Russellem Simmonsem z Def Jam Recordings oraz umowę dystrybucyjną z wytwórnią Jive Records, która w marcu 1987 wydała ponownie wydała Rock the House. Album dotarł do 83. miejsca na amerykańskiej liście sprzedaży Billboard 200 i rozszedł się w nakładzie ponad 500 tys. egzemplarzy, za co duet odebrał certyfikat złotej płyty. Jesienią 1987 rozpoczęli w londyńskim studiu Jive Records sesję nagraniową na kolejny album. Dwypłytowy He’s the DJ, I’m the Rapper wydali w marcu 1988 i promowali go singlami: „Brand New Funk” i „Parents Just Don’t Understand”. Z krążkiem dotarli do czwartego miejsca na liście Billboard 200 i uzyskali za niego status potrójnej platynowej płyty za sprzedaż w ponad 3 mln egzemplarzy. W 1988 wygrali pierwszą nagrodę Grammy w kategorii muzyki rapowej, otrzymując statuetkę za najlepsze wykonanie utworu rapowego („Parents Just Don’t Understand”); zbojkotowali jednak galę wręczenia nagród z powodu nieemitowania części rapowej w telewizji. W 1989 zdobyli dwie American Music Awards za wygraną w kategoriach: Ulubiony artysta rap/hip-hopowy i Ulubiony album rap/hip-hopowy (za He’s the DJ, I’m the Rapper). Jesienią 1989 wydali trzeci album pt. And in This Corner…, który nagrywali w Compass Point Studio na Bahamach i który promowali singlem „I Think I Can Beat Mike Tyson”. W ramach promocji wyruszyli w kolejną trasę koncertową, podczas której coraz częściej dochodziło do konfliktów w zespole, co ostatecznie zakończyło się odejściem „Ready Rocka”. Duet przechodził również kryzys popularności, który doprowadził do zakończenia działalności zespołu.
Wraz z początkami kariery prowadził rozrzutny styl życia i nie wywiązywał się z opłat związanych z podatkiem dochodowym. W konsekwencji Internal Revenue Service wycenił jego dług względem państwa na kwotę 2,8 milionów dolarów, zajmując część dochodu aktora oraz jego prywatnych posesji. W 1989 Smith został aresztowany pod zarzutem czynnej napaści i uszkodzenia ciała oraz udziału w zmowie przestępczej, której w rzeczywistości dokonał jego wspólnik, Charlie Mack, atakując Williama Hendricksa, promotora muzycznego zaprzyjaźnionego z Danem Goodmanem. W 1990 był bliski bankructwa. Przełomem w jego sytuacji finansowej okazało się podpisanie kontraktu z telewizją NBC i rola w sitcomie Bajer z Bel-Air, którą otrzymał dzięki wsparciu Quincy’ego Jonesa. Serial odniósł duży sukces komercyjny i na dobre zapoczątkował karierę aktorską Smitha. On sam stwierdził, że jego celem było stanie się „największą gwiazdą filmową na świecie”, dlatego – wraz z przyjacielem, producentem filmowym Jamesem Lassiterem – dokładnie studiował wspólne cechy największych hitów kasowych w historii. Jednocześnie pracował nad czwartym albumem Jazzy Jeff & The Fresh Prince pt. Homebase. Płytę promowali singlem „Summertime”, który dotarł do pierwszego miejsca na liście Hot R&B/Hip-Hop i czwartego na liście Hot 100, a także przyniósł duetowi nagrodę Grammy za najlepsze wykonanie utworu rapowego. Za album uzyskali certyfikat platynowej płyty oraz American Music Awards dla ulubionego albumu rap/hip-hopowego.
Zebrał przychylne recenzje dzięki roli oszusta Paula Poitiera w filmie Szósty stopień oddalenia (1993), ekranizacji spektaklu Johna Guare'a o tym samym tytule; za występ w produkcji zainkasował 300 tys. dol. W tym czasie odrzucił propozycję zagrania w filmie Osiem głów w torbie (1997), za co oferowano mu 10 mln dol. Następnie wystąpił jako detektyw Mike Lowrey w ciepło przyjętej przez widzów komedii Bad Boys (1995) z Martinem Lawrence’em. W 1996 zakończył pracę nad Bajerem z Bel-Air, kręcąc ostatni, szósty sezon serialu.

### Przełom w karierze filmowej (1996–2000)

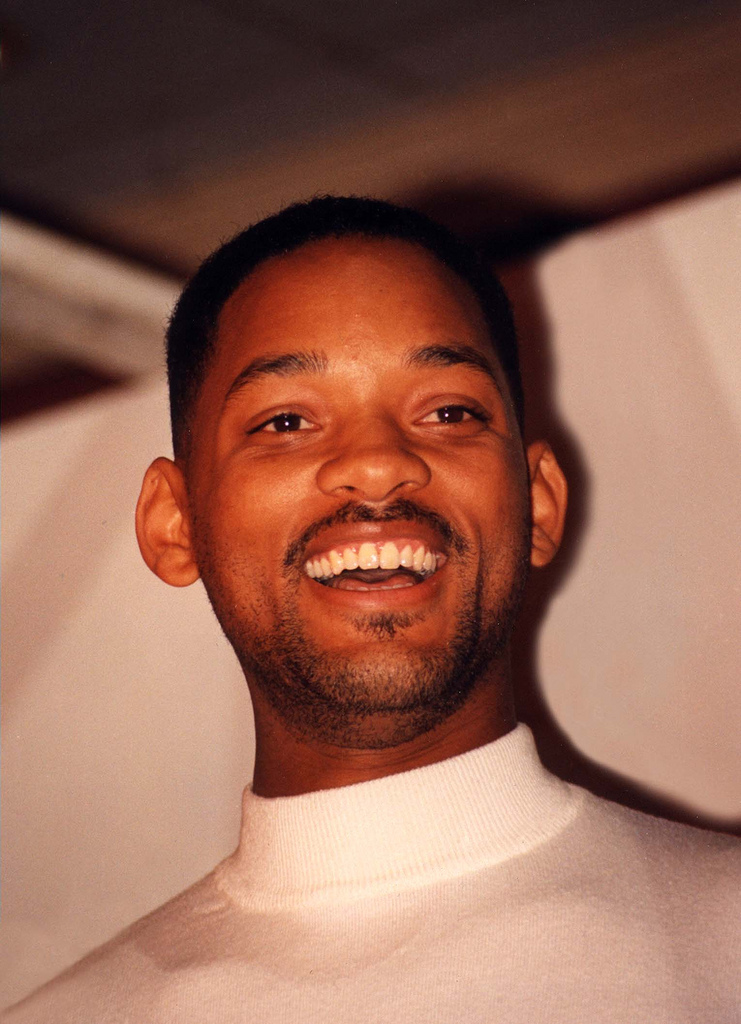
Smith (1999)

Zagrał kapitana Stevena Hillera, jedną z głównych ról w filmie Dniu Niepodległości (1996), który stał się drugim najbardziej dochodowym obrazem w historii ówczesnego box office’u wszech czasów – zarobił łącznie 817 mln dol. Jeszcze większy sukces kasowy osiągnął dzięki występowi w roli w filmie Stevena Spielberga Faceci w czerni, który przyniósł twórcom 850 mln dol. zysku. Obraz promował tytułową piosenką, która znalazła się na szczycie list przebojów w kilku regionach na całym świecie, m.in. w Wielkiej Brytanii, oraz przyniosła mu nagrodę Grammy za najlepszy występ hip-hopowy. Płyta ze ścieżką dźwiękową do filmu rozeszła się w ponad 5 mln egzemplarzy.
Latem 1997 kontynuował solową karierę muzyczną, wydając singiel „Just Cruisin'”. Utwór, wraz z „Men in Black”, umieścił później na swoim debiutanckim albumie pt. Big Willie Style, z którym dotarł do pierwszej dziesiątki amerykańskiej listy Billboard 200 i uzyskał dziewięciokrotną platynę certyfikowaną przez Recording Industry Association of America. Trzeci singiel z albumu „Gettin 'Jiggy wit It”, wydany w 1998, stał się pierwszym numerem Smitha na liście Billboard Hot 100.
Po sukcesie Facetów w czerni wystąpił u boku Gene Hackmana w filmie Wróg publiczny. (1998). Następnie odrzucił propozycję roli Neo w serii Matrix na rzecz filmu Bardzo dziki zachód (1999). Pomimo rozczarowania związanego z komercyjnym wynikiem Bardzo dzikiego zachodu, Smith przyznał, że nie żałuje swojej decyzji, dodając, iż występ Keanu Reevesa jako Neo był zdecydowanie lepszy, niż to, co on sam mógłby pokazać w tej roli.

### Sukces międzynarodowy (od 2001)

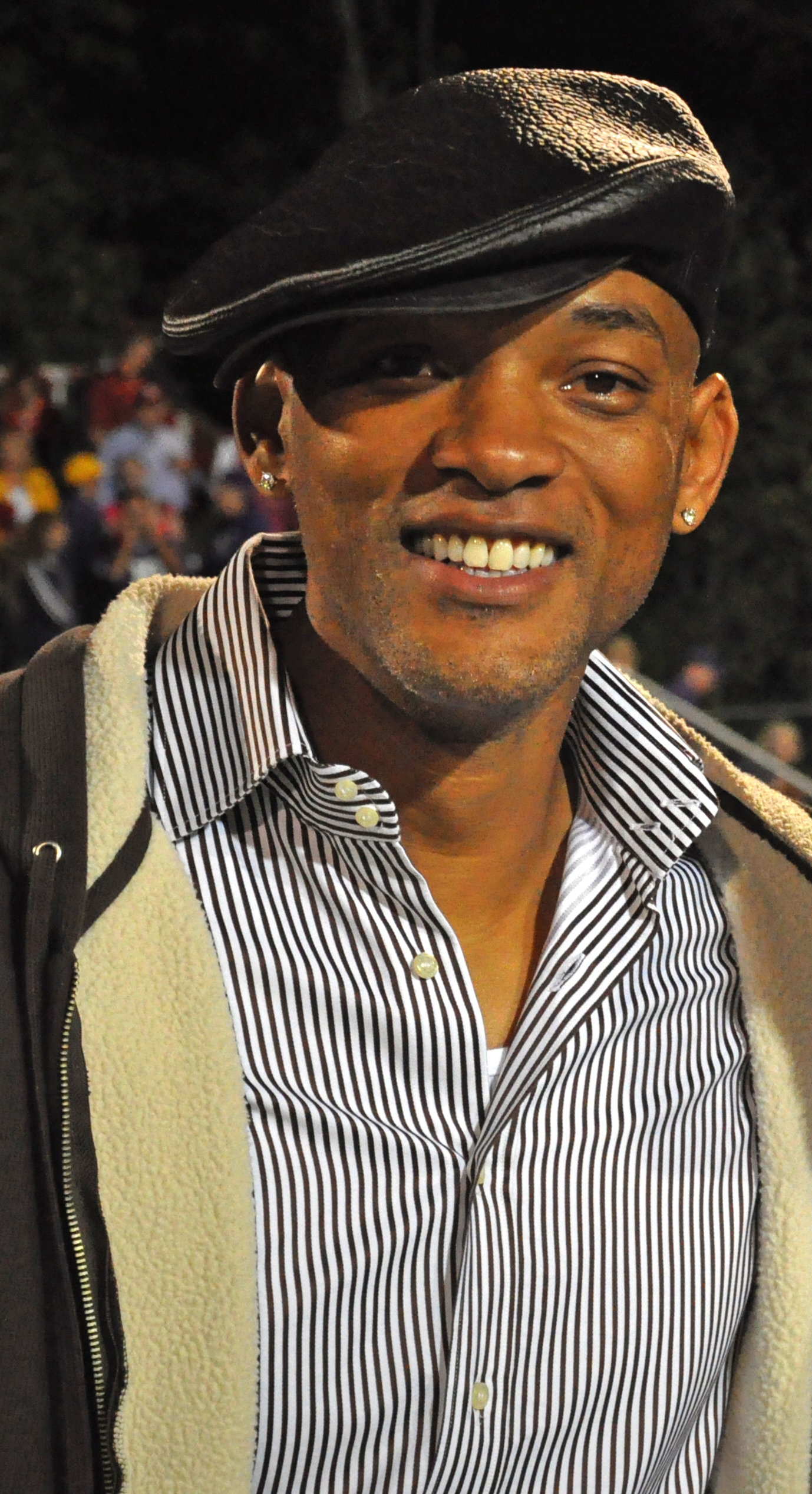
Smith (2009)

W 2000 rozpoczął pracę nad tytułową rolą w filmie biograficznym Ali (2001) o Muhammadzie Alim; jeszcze przed rozpoczęciem zdjęć odbył kilkumiesięczne treningi bokserskie i wytrzymałościowe. Za rolę w tym obrazie otrzymał swoją pierwszą nominację do Oscara (dla najlepszego aktora pierwszoplanowego). W 2004 znalazł się na liście 40 najbogatszych osób w Stanach Zjednoczonych, które nie ukończyły 40. roku życia. W 2005 został wpisany do Księgi rekordów Guinnessa, jako że w ciągu 24 godzin obecny był na rekordowych trzech premierach filmowych. Za główną rolę w filmie W pogoni za szczęściem (2006) uzyskał swoją drugą w karierze nominację do Oscara dla najlepszego aktora pierwszoplanowego.
W kwietniu 2007 został określony przez tygodnik „Newsweek” mianem najbardziej wpływowego aktora w Hollywood. 10 grudnia 2007 pozostawił odcisk swojej dłoni i stopy przed Grauman’s Chinese Theatre na Hollywood Boulevard. Cztery dni później premierę miał kolejny film z jego udziałem, Jestem legendą. Jeden z recenzentów napisał, że sukces komercyjny obrazu „ugruntował pozycję Smitha jako najbardziej dochodowej postaci w Hollywood”. Sukces kasowy osiągnął również kolejny film ze Smithem w roli głównej – Hancock (2008), który przyniósł twórcom 600 mln dol. przychodu. W 2008 magazyn „Forbes” uznał Smitha za najlepiej zarabiającego aktora na świecie, z rocznym dochodem powyżej 80 mln dol. W programie Barbary Walters, który 4 grudnia 2008 wyemitowała telewizja ABC, Smith przedstawiony został jako jedna z dziesięciu najbardziej fascynujących postaci 2008. Prezydent Stanów Zjednoczonych Barack Obama przyznał, że jeśli kiedykolwiek powstanie film o jego życiu, chciałby, aby w jego rolę wcielił się Smith. Obama powiedział również, że rozmawiał ze Smithem o możliwości nakręcenia obrazu o wyborach z 2008, jednak nie może to nastąpić przed końcem jego prezydentury.

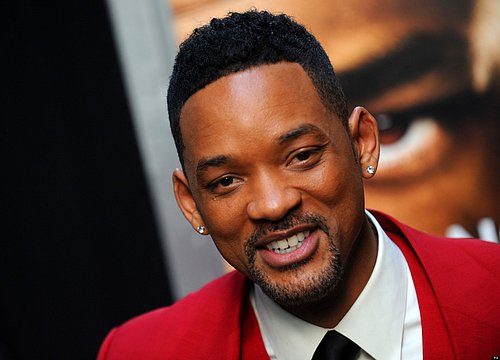
Smith (2016)

19 sierpnia 2011 potwierdzono, że Smith wrócił po kilku latach przerwy do studia nagraniowego, gdzie wraz z producentem La Marem Edwardsem pracuje nad nowym albumem muzycznym. W 2012 premierę miał pierwszy od czterech lat film z udziałem Smitha – Faceci w czerni III. W tym samym roku pracowano nad filmem The Last Pharaoh, w którym Smith zagrał główną rolę – faraona Taharki. Był pomysłodawcą i współproducentem filmu 1000 lat po Ziemi (2013), w którym zagrał także główną rolę i wystąpił u boku młodszego syna, Jadena. Obraz sci-fi zebrał chłodne recenzje i poniósł porażkę komercyjną. W 2017 zasiadł w jury konkursu głównego na 70. Międzynarodowego Festiwalu Filmowego w Cannes. W maju 2018 wraz z Nickim Jamem i Erą Istrefi nagrali utwór „Live It Up”, oficjalną piosenkę Mistrzostw świata w piłce nożnej w Rosji. We wrześniu z okazji swoich 50. urodzin wykonał skok na bungee do Wielkiego Kanionu, co było transmitowane na żywo na kanale „Yes Theory” na YouTubie; Will Smith: The Jump w pierwsze 48 godzin od premiery odnotował ponad 17,5 mln wyświetleń.
W marcu 2022 na 94. ceremonii wręczenia Oscarów odebrał nagrodę dla najlepszego aktora pierwszoplanowego za rolę w filmie King Richard. Zwycięska rodzina. Podczas gali spoliczkował prowadzącego ceremonię Chrisa Rocka, który żartował z żony Smitha, Jady. Smith przeprosił później Rocka za swoją reakcję.

## Życie prywatne

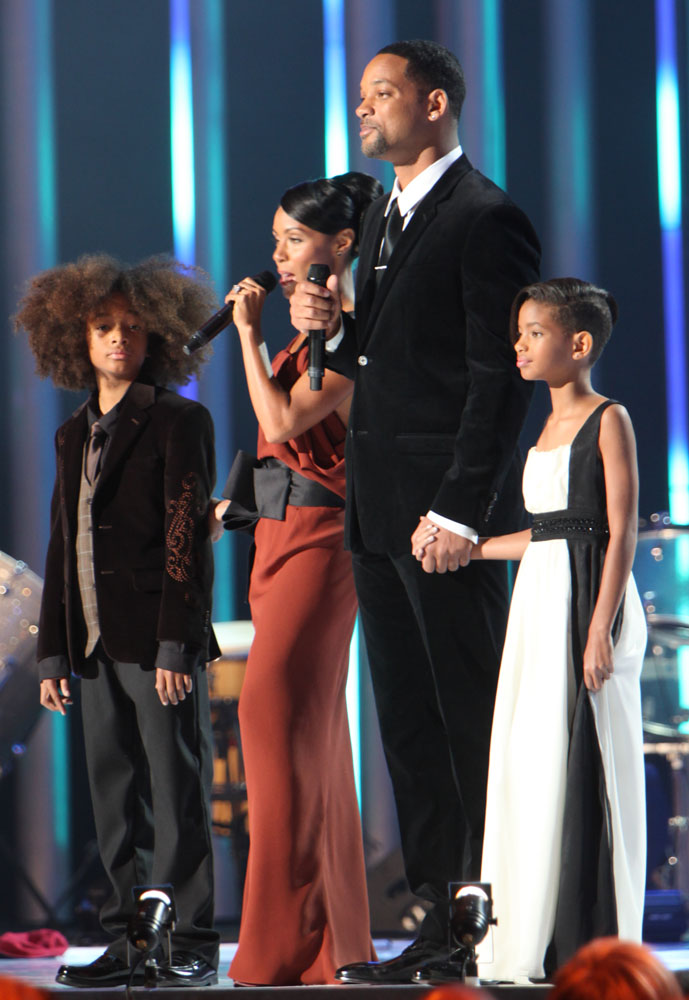
Smith z żoną i dziećmi na koncercie w Oslo z okazji wręczenia Pokojowej Nagrody Nobla w 2009

W latach 80. spotykał się z Melanie Parker. Następnie związał się z Tanyą Moore. W 1992 poślubił Sheree Zampino, z którą rozwiódł się już trzy lata później. Mają syna Willarda Christophera „Treya” Smitha III (ur. 1992), który w 1998 pojawił się w wideoklipie do piosenki ojca „Just the Two of Us”. 31 grudnia 1997 poślubił aktorkę Jadę Pinkett, z którą ma dwoje dzieci: Jadena Christophera Syre'a (ur. 1998) oraz Willow Camille Reign (ur. 2000). Jaden zagrał syna Willa w filmie W pogoni za szczęściem (2006), a Willow wcieliła się w rolę córki aktora w obrazie Jestem legendą (2007). Jako wzór, z którego czerpie w wychowaniu własnych dzieci, Smith wymienia swojego ojca: Patrzę na mojego tatę i to, jak wiele wysiłku wkładał, by wykarmić i ubrać czwórkę dzieci, i do tego wciąż znajdował czas, by spędzać z nami swój czas.
Posiada prywatne rezydencje na Star Island w Miami Beach, w Los Angeles, Filadelfii oraz w Sztokholmie.
Wraz z bratem Harrym Smithem jest właścicielem firmy Treyball Development Inc..
W 2008 wsparł finansowo kampanię prezydencką Demokraty Baracka Obamy. 11 grudnia 2009 wraz z żoną poprowadzili w Oslo koncert z okazji wręczenia Pokojowej Nagrody Nobla, którą otrzymał Obama.
W dzieciństwie należał do Kościoła Baptystów. W jednym z wywiadów przyznał, że studiował wiele religii, w tym scjentologię, wypowiadając się o niej w pozytywnym świetle: Myślę, że wiele idei scjentologii jest wspaniałych i rewolucyjnych, a zarazem nie-religijnych. Dodał: 98% scjentologów jest takich samych, jak ci, którzy hołdują Biblii... Nie uważam, że jeśli ktoś zamiast słowa „duch” używa określenia „thetan”, zmienia się jego właściwa definicja. Jednocześnie zaprzeczył, jakoby miał być członkiem Kościoła Scjentologicznego, mówiąc: Jestem chrześcijaninem. Studiuję wszystkie religie i szanuję wszystkich ludzi oraz wszystkie życiowe drogi. W 2007 przekazał 1,3 mln dol. na cele charytatywne, z czego 450 tys. dol. trafiło do dwóch organizacji chrześcijańskich, natomiast 122 tys. dol. zostały przekazane organizacjom scjentologicznym; pozostałe środki przeznaczono na m.in. meczet w Los Angeles, kościoły i szkoły chrześcijańskie, a także Icchak Rabin Memorial Center w Izraelu. Wraz z żoną założył w Calabasas prywatną szkołę podstawową New Village Leadership Academy, która wzbudziła kontrowersje ze względu na wykorzystanie Study Tech, metody nauczania, stworzonej przez L. Rona Hubbarda, założyciela Kościoła Scjentologicznego.